# Ліки України
КП «Ліки України» — найбільший в Чернігівській області виробник ліків. Є комунальним підприємством Чернігівської області. Крім того, що виробляє ліки, володіє також розгалуженою мережею аптек в Чернігівській області.

## Історія
Засноване у 1920 році як обласний аптечний склад. Потім називалося Чернігівським обласним аптекоуправлінням. 4 жовтня 1999 року було реорганізовано у Чернігівське обласне комунальне підприємство "Ліки України". Засновником є Чернігівська обласна рада. До 2013 року ЧОКП (Чернігівське обласне комунальне підприємство) очолювала Світлана Василівна Пасталиця.